# Coxcox
Nella mitologia azteca, Coxcox fu il solo maschio sopravvissuto ad un'alluvione di livello mondiale.
Gli Aztechi credevano che solo Coxcox e la moglie Xochiquetzal fossero sopravvissuti all'alluvione. Trovarono rifugio in un tronco vuoto di cipresso, con cui navigarono sull'acqua per poi approdare su una montagna presso Culhuacan.
Ebbero molti figli, ma erano tutti muti. Il grande spirito ebbe pietà di loro, ed inviò una colomba che tentò di insegnargli a parlare. Quindici di loro impararono, e da questi, secondo le credenze azteche, discesero Toltechi ed Aztechi.

## Altra storia
In un'altra leggenda, il dio Nahua Tezcatlipoca parla ad un uomo chiamato Nata ed alla moglie Nana, dicendo: "Non preoccupatevi più di produrre pulque, ma scavate per voi una grande barca da un albero di ahuehuete (cipresso), spostando lì la vostra casa quando vedrete l'acqua salire verso il cielo."
Quando l'alluvione giunse, la terra scomparve e le cime delle montagne più alte furono ricoperte. Tutti gli altri uomini morirono, trasformandosi in pesci.